# Leptostylus viridescens
Leptostylus viridescens är en skalbaggsart som beskrevs av Bates 1880. Leptostylus viridescens ingår i släktet Leptostylus och familjen långhorningar.
Artens utbredningsområde är:
- Costa Rica.
- Nicaragua.

Inga underarter finns listade i Catalogue of Life.